# Pavel Lukáš
Pavel Lukáš (20 novembre 1975) è un ex calciatore ceco, di ruolo difensore.